# Leucophanes glaucum
Leucophanes glaucum är en bladmossart som beskrevs av Mitten 1859. Leucophanes glaucum ingår i släktet Leucophanes och familjen Calymperaceae. Inga underarter finns listade i Catalogue of Life.